# Patrang (plaats)
Patrang is een bestuurslaag in het regentschap Jember van de provincie Oost-Java, Indonesië. Patrang telt 17.411 inwoners (volkstelling 2010).